# Brisbane Botanic Gardens

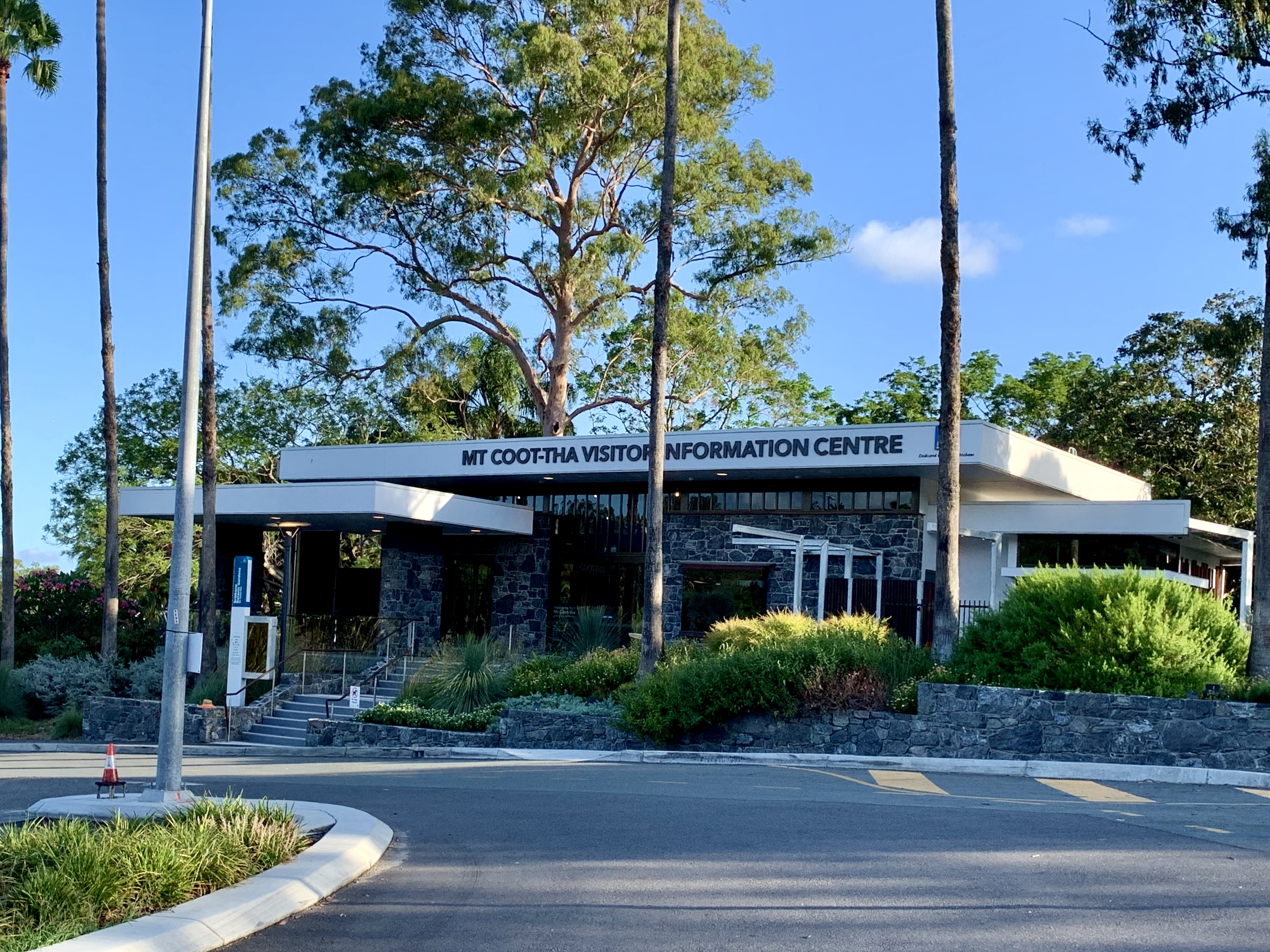
Eingang zu den Brisbane Botanic Gardens

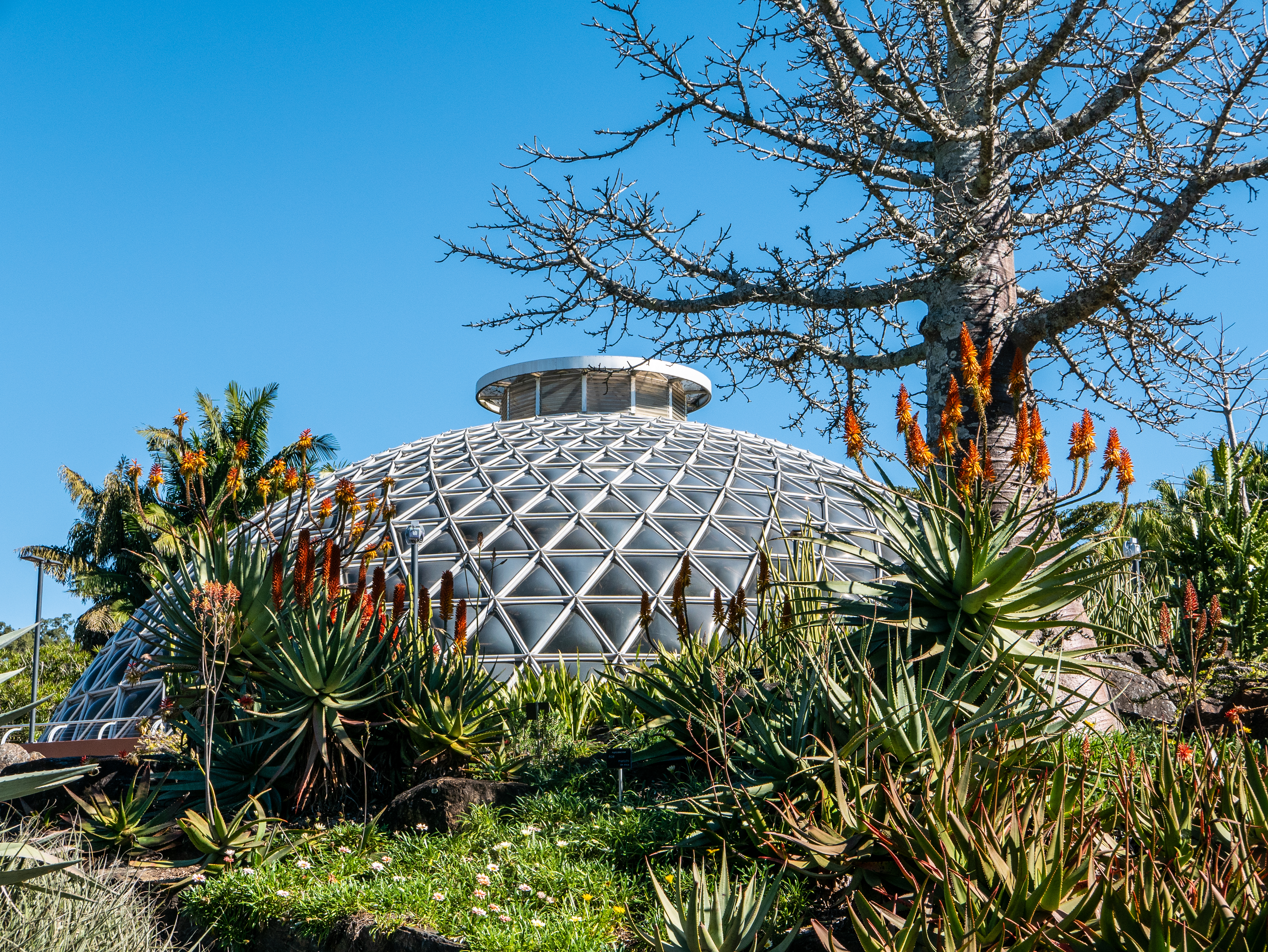
Tropical Display Dome

Bei den Brisbane Botanic Gardens handelt es sich um eine Parkanlage im Stadtteil Mount Coot-tha von Brisbane, der Hauptstadt des australischen Bundesstaates Queensland. Der botanische Garten befindet sich etwa sieben Kilometer vom Stadtzentrum entfernt, am Fuße des Berges Mount Coot-tha.
Der Park, der eine Fläche von etwa 56 Hektar einnimmt, wurde 1970 vom Brisbane City Council gegründet und 1976 offiziell eröffnet. Es handelt sich um den zweiten botanischen Garten auf dem Gebiet der kommunalen Verwaltungseinheit Brisbane. Der erste Park dieser Art ist unter dem Namen Brisbane City Botanic Gardens bekannt und befindet sich im Central Business District von Brisbane. Die Stadtverwaltung ließ einen zweiten Park anlegen, weil im Stadtzentrum kein Platz mehr für Erweiterungen war und es dort immer wieder zu Überschwemmungen kam.
Die Brisbane Botanic Gardens beherbergen Pflanzen aus aller Welt, welche mittels verschiedener Routen erkundet werden können. Das Herzstück des Parks bietet der Tropical Display Dome, eine große Kuppel, unter der sich verschiedene Pflanzen aus tropischen Regionen befinden. Direkt neben dem Park befindet sich das Sir Thomas Brisbane Planetarium.